# Husain asch-Schahristani

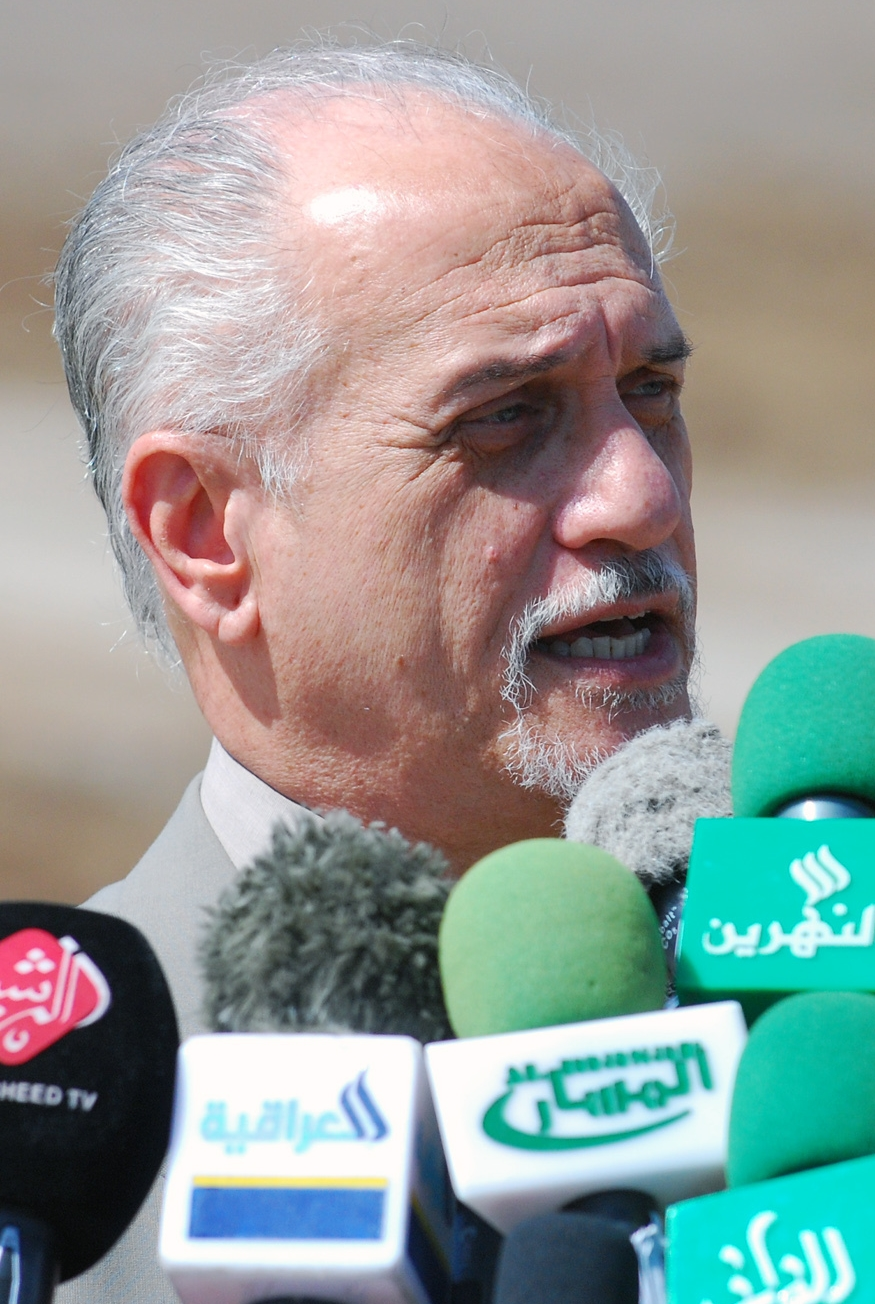
Hussein asch-Schahrastani

Husain asch-Schahristani (auch Hussein, arabisch حسين الشهرستاني, DMG Ḥusain aš-Šahristānī; * 1942 in Kerbela) ist ein irakischer Politiker und Atomwissenschaftler. 
asch-Schahristani ist von Beruf Atomphysiker, er promovierte 1969 an der Universität Toronto und war anschließend bis 1979 an führender Stelle in der irakischen Kommission für Atomenergie tätig. Ab 1979 war er zehn Jahre im Abu-Ghuraib-Gefängnis inhaftiert, da er sich weigerte, an einem geplanten irakischen Nuklearwaffenarsenal mitzuwirken. 
Im Jahre 2004 favorisierten die Vereinten Nationen den Schiiten asch-Schahristani als Ministerpräsident für die irakische Übergangsregierung, doch er unterlag schließlich Iyad Allawi.
Zur Wahl am 30. Januar 2005 schloss sich asch-Schahristani als unabhängiger Kandidat dem überwiegend schiitischen Parteienbündnis Vereinigte Irakische Allianz an, das aus der Wahl mit 48,2 % der Stimmen deutlich als Sieger hervorging. Angeblich wurde er auf Anweisung von Großajatollah Ali as-Sistani auf eine hohe Position der Kandidatenliste gesetzt.
In der neuen irakischen Regierung ist Husain asch-Schahristani ebenso wie der Kurde Arif Taifur Vize-Parlamentspräsident und somit der Stellvertreter des sunnitischen Parlamentspräsidenten Hadschim al-Hasani.
Nach eigenen Aussagen ist asch-Schahristani ein Vertrauter von Großajatollah Ali as-Sistani, er vertritt jedoch etwas säkularere Ansichten.
| Personendaten    | Personendaten                                |
| ---------------- | -------------------------------------------- |
| NAME             | Schahristani, Husain asch-                   |
| KURZBESCHREIBUNG | irakischer Politiker und Atomwissenschaftler |
| GEBURTSDATUM     | 1942                                         |
| GEBURTSORT       | Kerbela                                      |